# Canotaj la Jocurile Olimpice de vară din 2024 - Dublu vâsle masculin

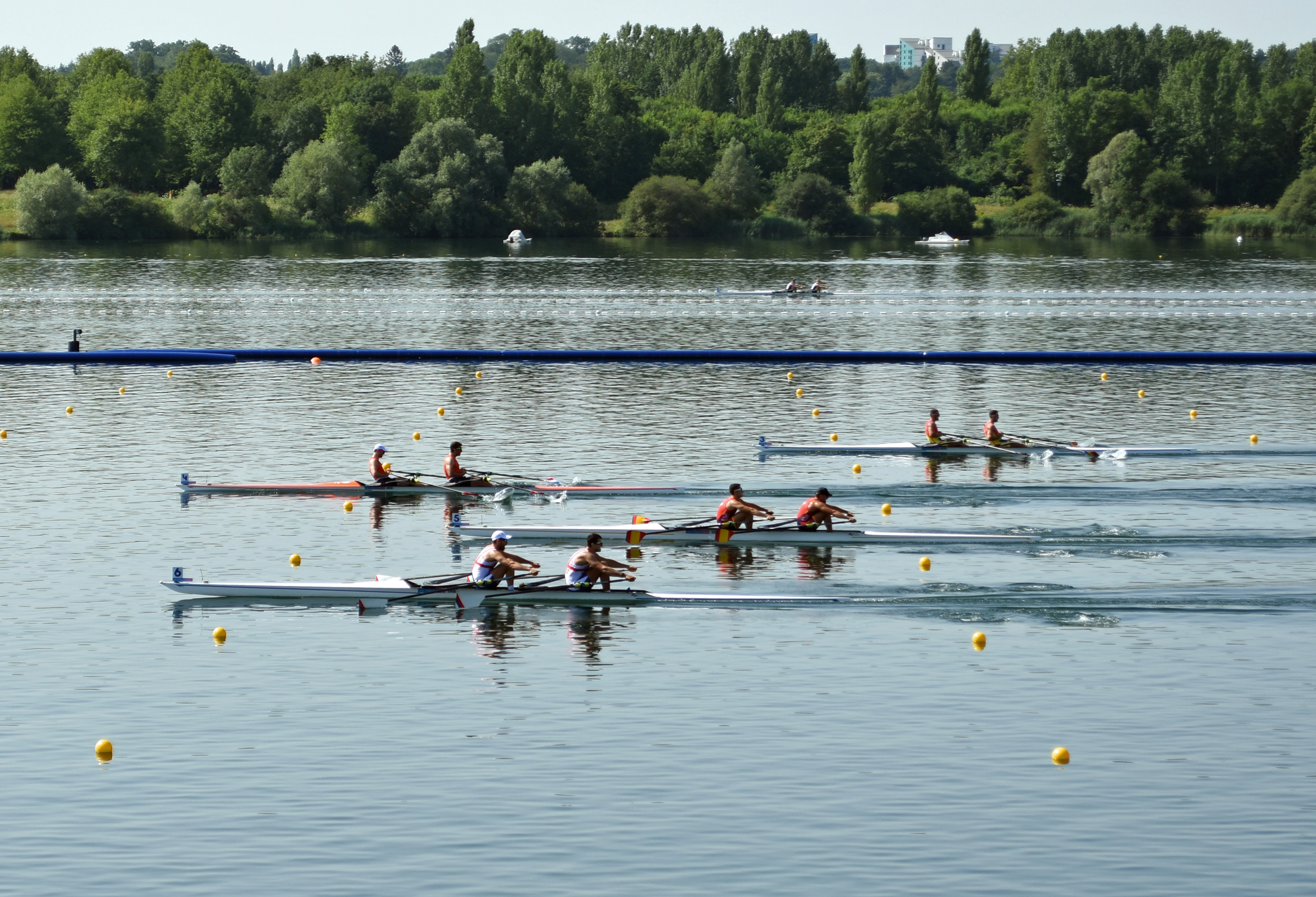
Semifinala cu Andrei Cornea și Marian Enache (la dreapta)

Proba masculină de canotaj dublu vâsle de la Jocurile Olimpice de vară din 2024 a avut loc în perioada 27 iulie-1 august 2024 pe Stadionul Nautic Olimpic Național din Île-de-France, aflat la aproximativ 30 de kilometri de Paris.

## Program
Orele sunt ora Franței (UTC+1) 
| Data                    | Timp | Etapă        |
| ----------------------- | ---- | ------------ |
| Sâmbătă, 27 iulie 2024  | 9:00 | Calificări   |
| Duminică, 28 iulie 2024 | 9:00 | Recalificări |
| Marți, 30 iulie 2024    | 9:30 | Semifinale   |
| Joi, 1 august 2024      | 9:30 | Finale       |

## Rezultate

### Calificări
Primii trei din fiecare cursă se vor califica în semifinale, iar ceilalți vor concura în recalificări.

#### Calificări - cursa 1
Rezultate calificări - cursa 1.
| Loc | Culoar | Concurenți                      | Țară                       | Timp    | Note |
| --- | ------ | ------------------------------- | -------------------------- | ------- | ---- |
| 1   | 1      | Melvin Twellaar Stef Broenink   | Olanda                     | 6:14,13 | C    |
| 2   | 3      | Robbie Manson Jordan Parry      | Noua Zeelandă              | 6:16,41 | C    |
| 3   | 2      | Sorin Koszyk Ben Davison        | Statele Unite ale Americii | 6:16,48 | C    |
| 4   | 5      | Martin Mačković Nikolaj Pimenov | Serbia                     | 6:17,36 | R    |
| 5   | 4      | Liu Zhiyu Adilijiang Sulitan    | China                      | 6:29,70 | R    |

#### Calificări - cursa 2
Rezultate calificări - cursa 2.
| Loc | Culoar | Concurenți                     | Țară     | Timp    | Note |
| --- | ------ | ------------------------------ | -------- | ------- | ---- |
| 1   | 4      | Andrei Cornea Marian Enache    | România  | 6:16,47 | C    |
| 2   | 2      | Martin Helseth Kjetil Borch    | Norvegia | 6:22,36 | C    |
| 3   | 1      | Patrik Lončarić Anton Lončarić | Croația  | 6:24,62 | C    |
| 4   | 3      | Nicolò Carucci Matteo Sartori  | Italia   | 6:48,77 | R    |

#### Calificări - cursa 3
Rezultate calificări - cursa 3.
| Loc | Culoar | Concurenți                        | Țară     | Timp    | Note |
| --- | ------ | --------------------------------- | -------- | ------- | ---- |
| 1   | 3      | Daire Lynch Philip Doyle          | Irlanda  | 6:13,24 | C    |
| 2   | 1      | Aleix García Rodrigo Conde        | Spania   | 6:16,17 | C    |
| 3   | 2      | Hugo Boucheron Matthieu Androdias | Franța   | 6:18,69 | C    |
| 4   | 4      | Jonas Gelsen Marc Weber           | Germania | 6:25,15 | R    |

### Recalificări
Primii trei din cursă se vor califica în semifinale, iar ceilalți vor fi eliminați.
Rezultate recalificări.
| Loc | Culoar | Concurenți                      | Țară     | Timp    | Note |
| --- | ------ | ------------------------------- | -------- | ------- | ---- |
| 1   | 3      | Martin Mačković Nikolaj Pimenov | Serbia   | 6:31,54 | C    |
| 2   | 4      | Jonas Gelsen Marc Weber         | Germania | 6:34,59 | C    |
| 3   | 1      | Liu Zhiyu Adilijiang Sulitan    | China    | 6:39,06 | C    |
| 4   | 2      | Nicolò Carucci Matteo Sartori   | Italia   | 6:43,83 |      |

### Semifinale
Primii trei din fiecare cursă se vor califica în Finala A, iar ceilalți vor concura în Finala B.

#### Semifinala - cursa 1
Rezultate semifinale cursa 1.
| Loc | Culoar | Concurenți                      | Țară    | Timp    | Note |
| --- | ------ | ------------------------------- | ------- | ------- | ---- |
| 1   | 4      | Melvin Twellaar Stef Broenink   | Olanda  | 6:13,60 | FA   |
| 2   | 5      | Aleix García Rodrigo Conde      | Spania  | 6:14,91 | FA   |
| 3   | 3      | Andrei Cornea Marian Enache     | România | 6:15,73 | FA   |
| 4   | 6      | Martin Mačković Nikolaj Pimenov | Serbia  | 6:17,35 | FB   |
| 5   | 1      | Liu Zhiyu Adilijiang Sulitan    | China   | 6:38,82 | FB   |
| 6   | 2      | Patrik Lončarić Anton Lončarić  | Croația | 6:49,51 | FB   |

#### Semifinala - cursa 2
Rezultate semifinale cursa 2.
| Loc | Culoar | Concurenți                        | Țară                       | Timp    | Note |
| --- | ------ | --------------------------------- | -------------------------- | ------- | ---- |
| 1   | 4      | Daire Lynch Philip Doyle          | Irlanda                    | 6:13,14 | FA   |
| 2   | 2      | Sorin Koszyk Ben Davison          | Statele Unite ale Americii | 6:14,19 | FA   |
| 3   | 3      | Robbie Manson Jordan Parry        | Noua Zeelandă              | 6:14,30 | FA   |
| 4   | 1      | Jonas Gelsen Marc Weber           | Germania                   | 6:17,69 | FB   |
| 5   | 6      | Hugo Boucheron Matthieu Androdias | Franța                     | 6:19,35 | FB   |
| 6   | 5      | Martin Helseth Kjetil Borch       | Norvegia                   | 6:20,27 | FB   |

### Finale

#### Finala B
| Loc | Culoar | Concurenți                        | Țară     | Timp    | Note |
| --- | ------ | --------------------------------- | -------- | ------- | ---- |
| 7   | 4      | Martin Mačković Nikolaj Pimenov   | Serbia   | 6:13,85 |      |
| 8   | 5      | Hugo Boucheron Matthieu Androdias | Franța   | 6:15,28 |      |
| 9   | 3      | Jonas Gelsen Marc Weber           | Germania | 6:15,17 |      |
| 10  | 6      | Martin Helseth Kjetil Borch       | Norvegia | 6:17,51 |      |
| 11  | 2      | Liu Zhiyu Adilijiang Sulitan      | China    | 6:21,98 |      |
| 12  | 1      | Patrik Lončarić Anton Lončarić    | Croația  | 6:26,04 |      |

#### Finala A
| Loc | Culoar | Concurenți                    | Țară                       | Timp    | Note |
| --- | ------ | ----------------------------- | -------------------------- | ------- | ---- |
| 1   | 1      | Andrei Cornea Marian Enache   | România                    | 6:12,58 |      |
| 2   | 4      | Melvin Twellaar Stef Broenink | Olanda                     | 6:13,92 |      |
| 3   | 3      | Daire Lynch Philip Doyle      | Irlanda                    | 6:15,17 |      |
| 4   | 5      | Sorin Koszyk Ben Davison      | Statele Unite ale Americii | 6:17,02 |      |
| 5   | 2      | Aleix García Rodrigo Conde    | Spania                     | 6:20,59 |      |
| 5   | 6      | Robbie Manson Jordan Parry    | Noua Zeelandă              | 6:21,44 |      |